# Seno Baker

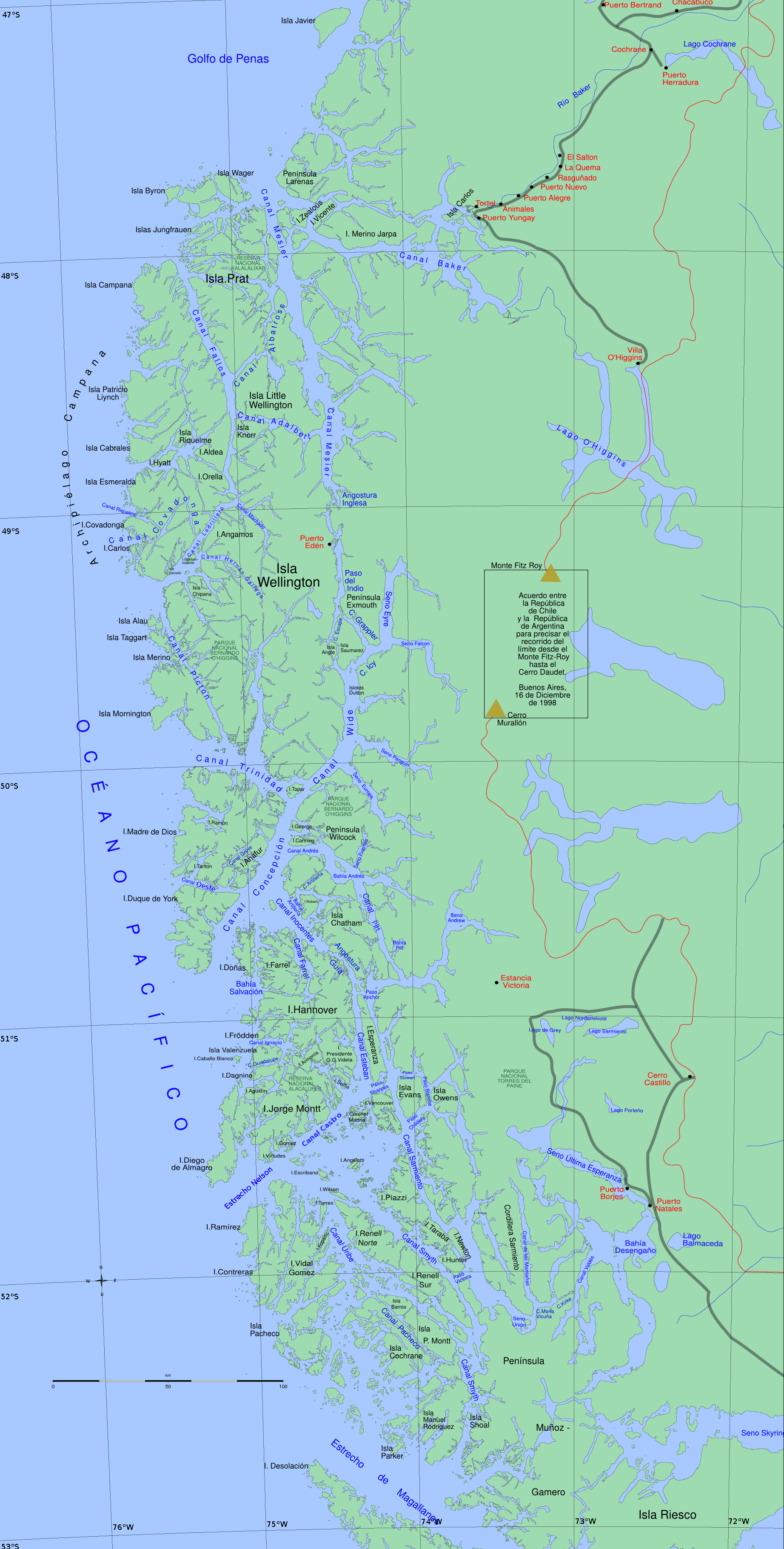
Golfo de Penas - Estrecho de Magallanes

Provincia Capitán Prat - Comuna de Tortel

El seno Baker está situado en el océano Pacífico en la región austral de Chile; es un gran brazo de mar que se abre en la parte NE del canal Messier y en el ángulo SE de la bahía Tarn internándose en el continente por aproximadamente 67 nmi.
Su boca tiene 15 nmi de ancho entre las penínsulas Larenas por el norte y Swett por el sur. En el centro de la boca se encuentran las islas Baker compuestas por tres islas grandes y varias pequeñas. En el seno hay numerosas islas de distintos portes que lo subdividen en varios canales. Los dos más importantes son el canal Martínez y el canal Baker que corren casi paralelos en dirección general E y ESE, respectivamente, internándose ambos aproximadamente 60 millas en el continente.
Administrativamente pertenece a la provincia Capitán Prat de la Región de Aysén. En su ribera noreste se encuentra caleta Tortel uno de los cuatro puntos habitados del área de los canales patagónicos.
Desde hace aproximadamente 6.000 años sus costas fueron habitadas por el pueblo kawésqar.  A comienzos del siglo XXI este pueblo había sido prácticamente extinguido por la acción del hombre blanco

## Ubicación
Mapa del seno
Su boca oeste está en 47°52′S 74°45′O / -47.867, -74.750 y su extremo máximo dentro del continente en 48°00′S 73°17′O / -48.000, -73.283. 
El seno Baker se abre entre las penínsulas Larenas por el norte y Swett por el sur, las que dejan una boca de 15 nmi de ancho. En el centro de la boca se encuentran las islas Baker compuestas por tres islas grandes y varias pequeñas, las grandes son Zealous, Porcia y Orlebar, y entre las pequeñas están, Sombrero, Scout, Tito, Scylla y Alert.
En el seno hay muchas islas que lo subdividen en varios canales. Los más importantes son el canal Martínez que corre por el lado norte del seno y el canal Baker que corre por el lado sur separados en casi toda su extensión por la gran isla Merino Jarpa. Ambos canales se internan en el continente por más de 60 millas terminando en los esteros Mitchell y Steel.

## Geología y orografía
En el pasado se produjo un hundimiento del territorio provocado por el encuentro, frente a la península de Taitao de tres placas tectónicas: la de Nazca y la Antártica que se mueven hacia el este, y la Sudamericana que se desplaza hacia el oeste. Esta situación ocasionó un notorio hundimiento del borde de la placa Sudamericana bajando los suelos a su nivel actual, lo que se puede comprobar por la fragmentación del territorio y la penetración del mar en los lugares hundidos, surgiendo gran cantidad de islas.
Data de la época terciaria; y es producto de la misma causa geológica que  hizo aparecer primero la cordillera de la Costa y luego la de los Andes. En la edad glacial, tomó su aspecto actual siendo la continuación hacia el sur de la cordillera de la Costa.
Es de origen ígneo por la clase de roca que lo constituye y por su relieve áspero e irregular, característico de las cadenas de erupción.
Son una sucesión de tierras altas y barrancosas con numerosas cumbres y promontorios muy parecidos entre sí. Sus cabos y puntas terminan en forma abrupta. Lo anterior, unido al silencio y soledad del entorno hacen de estas islas y canales una de las regiones más bellas del planeta. 
Las costas son acantiladas y sus canales, en general son limpios y abiertos, donde hay escollos estos están invariablemente marcados por sargazos. En la época de los deshielos suelen encontrarse en la entrada del seno Baker témpanos a la deriva provenientes del Campo de Hielo Sur, por lo que debe tenerse cuidado durante su navegación de noche o con cerrazón.
Existen alturas bastante notables que sirven para reconocer la entrada a los diferentes senos, canales o bahías. Estas están claramente indicadas en las respectivas cartas y derroteros de la región.

## Climatología
La región es afectada continuamente por vientos del oeste y por el paso frecuente de sistemas frontales. Estos sistemas frontales se generan en la latitud 60° S, zona en la que confluyen masas de aire subtropical y masas de aire polar creando un cinturón de bajas presiones que forma los sistemas frontales.
Esta área tiene un clima que se conoce como “templado frío lluviosos” que se extiende desde la parte sur de la X Región de Los Lagos hasta el estrecho de Magallanes. Aquí se registran las máximas cantidades de precipitaciones, en isla Guarello se han alcanzado hasta 9000 mm anuales.
La nubosidad atmosférica es alta, los días despejados son escasos. La amplitud térmica es reducida, la oscilación anual es de aproximadamente 4 °C con una temperatura media de 9 °C. Precipita durante todo el año siendo más lluvioso hacia el otoño.
Existen solo dos estaciones: verano e invierno. El verano comienza en septiembre y los vientos empiezan a rondar del NW al SW. Los días comienza a ser más largos y en octubre puede haber algunos días despejados. En los meses de diciembre, enero y febrero los vientos ya soplan casi exclusivamente del SW con gran intensidad.
Las lluvias, en esta estación, son frecuentes pero no tan persistentes como en el invierno y se presentan bajo la forma de fuertes y copiosos chubascos. La mejor época del año es la que va de febrero a abril. En mayo se observan bravezas de mar que traen mucha marejada. En mayo caen las primeras nevazones las que continúan durante todo el invierno. Las nevazones a veces son tan espesas que la visibilidad se ve reducida a no más de 100 metros. El viento ha rondado al NW. Los meses de junio y julio se consideran los peores del año. El mal tiempo es el estado normal de la región, el buen tiempo es un accidente transitorio
En la mayoría de los senos, esteros y canales las tierras altas hacen cambiar la dirección del viento verdadero. El viento tiende a soplar a lo largo de los canales, siguiendo su dirección y hacia abajo en los valles.
En los puertos y fondeaderos que se encuentran a sotavento de las tierras altas, cuando los chubascos que soplan por lo alto encuentran quebradas o valles, bajan por ellos en forma repentina y violenta, a estos chubascos se les conoce como “williwaws”.
El viento dominante en toda la zona según el mes es: enero del NW – febrero del W – marzo y abril del W – mayo ronda al S – junio cambia al SW – julio y agosto entre el W al SW – septiembre del E y del N – octubre del W – noviembre del W al NW y en diciembre del WNW.

## Flora y Fauna
En las laderas y hondonadas de los cerros crece un bosque tupido que se afirma en los intersticios de las rocas, los árboles se entrelazan unos con otros. Normalmente no se desarrollan sobre los 50 metros sobre el nivel del mar, pero donde está resguardado del viento dominante sube hasta los 200 y 300 metros sobre dicho nivel.
Sobre la roca desnuda se observa una formación esponjosa sobre la cual crecen líquenes y musgos desde los cuales surge el agua a la menor presión que se ejerza sobre su superficie. Algunos árboles son el haya, el tepú y el canelo.
El reino animal es muy reducido, se pueden encontrar el zorro y algunos roedores. Hay lobos y nutrias. Entre las aves terrestres y acuáticas podemos encontrar el martín pescador, el tordo, el zorzal, el cisne, el pato, el pingüino, el canquén, la gaviota y el quetro o pato a vapor. Entre los peces se encuentran el róbalo, el pejerrey, el blanquillo y la vieja. Entre los mariscos hay centollas, jaibas, erizos y choros

## Historia
A contar de 1520, con el descubrimiento del estrecho de Magallanes, pocas regiones han sido tan exploradas como la de los canales patagónicos. En las cartas antiguas la región de la Patagonia, entre los paralelos 48° y 50° Sur, aparecía ocupada casi exclusivamente por una gran isla denominada “Campana” separada del continente por el “canal de la nación Calén”, nación que se supuso existió hasta el siglo XVIII entre los paralelos 48° y 49° de latitud sur.
Desde mediados del siglo XX esos canales son recorridos con seguridad por grandes naves de todas las naciones, gracias a los numerosos reconocimientos y trabajos hidrográficos efectuados en esas peligrosas costas.
Por más de 6.000 años estos canales y sus costas han sido recorridas por los kawésqar, indígenas, nómades canoeros. Hay dos hipótesis sobre su llegada a los lugares de poblamiento. Una, que procedían del norte siguiendo la ruta de los canales chilotes y que atravesaron hacia el sur cruzando el istmo de Ofqui. La otra es que procedían desde el sur y que a través de un proceso de colonización y transformación de poblaciones cazadoras terrestres, procedentes de la Patagonia Oriental, poblaron las islas del estrecho de Magallanes y subieron por los canales patagónicos hasta el golfo de Penas. A comienzos del siglo XXI este pueblo había sido prácticamente aniquilado por la acción del hombre blanco.

## Descripción de las islas Baker
Mapa de las islas
Son varias islas agrupadas en dos cordones que abarcan una extensión de 12 nmi en dirección N-S y 7 nmi en dirección E_W en la entrada del seno Baker.
El cordón de islas occidentales está formado por las islas Sombrero, Zealous, Scout, Scylla y Alert; el cordón oriental por las islas Porcia, Tito y Orlebar.
Las isla grandes son Zealous, Porcia y Orlebar, las pequeñas Sombrero, Scout, Tito, Scylla y Alert. Separadas entre otros por los canales Joubert, Cronjé, Krüger, Tito, y Somerset.

### Isla Sombrero
Mapa de la isla
Ubicada al fondo de la bahía Tarn, en el lado oriental de la entrada norte del canal Messier. Su lado más largo mide 1,8 nmi. Limita al norte y al este con el seno Baker, al sur con un canal sin nombre que la separa de la isla Zealous y al oeste con las aguas del canal Messier. 
Vista desde el mar tiene un aspecto característico y redondeado que al aproximarse parece un sombrero. Alcanza una altura de 427 metros. Su costa no ofrece fondeaderos.

### Isla Zealous
Mapa de la isla
Localizada ½ nmi al sur de la isla Sombrero en el lado oriental del canal Messier. Su largo mayor es de 5,5 millas. Limita al norte con un canal sin nombre que la separa de la isla Sombrero, al este con el canal Cronjé que la separa de la isla Porcia, al sur con otro canal sin nombre que la separa de la isla Scout y al oeste con el canal Messier.
Es montañosa y muy accidentada. Al centro tiene un cerro de 671 metros de altura y en la parte sur otro de 461 metros. En su extremo SW hay instalada una baliza ciega de 6 metros de alto.

### Isla Porcia
Mapa de la isla
Situada al oriente de la isla Zealous. Tiene un longitud máxima de 4,9 nmi. Limita al norte con el seno Baker que la separa del continente, al este con el canal Joubert que la separa de la isla Vicente, al sur con el canal Krüger que la separa de las islas Orlebar y Tito. Al oeste con el canal Cronjé que la separa de la isla Zealous.
Es montañosa y tiene dos cumbres cónicas características, una en la parte NE de 893 metros de altura y la otra en el sector SE de 637 metros.

### Canal Cronjé
Mapa del canal
Corre entre las islas Zealous y Porcia. Tiene aproximadamente 5,5 millas de largo. Es ancho, profundo y tortuoso. En su entrada sur existen algunos islotes.
Entre los islotes de la parte sur se sondan 18 metros con fondo de fango, lo que podría ofrecer un fondeadero de emergencia a una nave pequeña siempre que se cuente con la asistencia de un práctico local.

### Isla Scout
Mapa de la isla
Situada al sur de la isla Zealous. Su ancho mayor es de 2,1 nmi. Limita al norte con un canal sin nombre que la separa de la isla Zealous, al este y sur corre el canal Krüger que la separa de las islas Tito y Orlebar. Al oeste corre el canal Messier.
Es pequeña y se eleva hacia el centro en un cerro de forma cónica de 639 metros de altura.

### Paso Scout
Mapa del paso
Fluye entre las islas Scout y Scylla. Es muy estrecho, solo 45 metros de ancho con ambas costas muy acantiladas. Aunque no es apto para la navegación comercial, una nave pequeña, potente y con un práctico local, podría emplearlo.

### Isla Tito
Mapa de la isla
Ubicada al SE de la isla Zealous, al E de la isla Scout e inmediatamente al norte de la isla Orlebar de la que está separada por el canal Tito. Es pequeña, tiene solo 1 nmi de largo y baja, no alcanza los 100 metros de alto. Cubierta de musgo.

### Canal Tito
Mapa del canal
Fluye entre las islas Tito por el norte y Orlebar por el sur. Es angosto y profundo. Tiene 1,5 nmi de largo en dirección ENE. En su extremo oriental existe un muy buen fondeadero para naves de hasta 100 metros de eslora.

### Isla Scylla
Mapa de la isla
Localizada inmediatamente al sur de la isla Scout de la que está separada por el paso Scout. Por el lado este corre el canal Krüger que la separa de la isla Orlebar, por el sur se encuentra la isla Alert separada por un canal de no más de 1 cable de ancho pero muy profundo y por el oeste corre el canal Messier que la separa de la isla Millar.
Es pequeña, tiene 2 nmi de largo. Escarpada, alcanza los 100 metros de alto.

### Isla Alert
Mapa de la isla
Situada directamente al sur de la isla Scylla. Es la más pequeña del grupo, sólo ½ nmi de largo y 45 metros de alto. Por el norte corre un canal sin nombre que la separa de la isla Scylla, por el este el canal Krüger que la separa de la isla Orlebar y por el sur y el oeste el canal Messier que la separa de la isla Millar.

### Canal Krüger
Mapa del canal
Tiene 8 nmi de largo. Desde su entrada sur en el canal Messier se dirige hacia el norte por 3,5 nmi entre las islas Alert, Scylla y Scout por el occidente y las islas Orlebar y Tito por el oriente, luego gira hacia el NE por 1,5 nmi y a continuación hacia el ENE por 3 nmi entre las islas Zealous y Porcia por el norte y Tito y Orlebar por el sur uniéndose al canal Baker.
Es limpio, ancho y profundo. A la altura del canal Cronjé hay 2 rocas bajas

### Isla Orlebar
Mapa de la isla
Es la de más al sur del grupo de islas Baker. Tiene un largo de 4 nmi. Por el lado norte y este la rodean las aguas del canal Baker, por el sur el canal Somerset y por el oeste el canal Krüger que la separa de las islas Alert, Scylla y Scout.
Es montañosa destacándose al centro un cerro de 796 metros de alto, al norte uno de 694 metros y al sur una elevación de 598 metros. En la costa oeste se encuentra la caleta Hale, fondeadero apto para naves de hasta 80 metros de eslora.

### Caleta Hale
Mapa de la caleta
Se encuentra sobre la costa oeste de la isla Orlebar. En el lado oriental se eleva el monte Orlebar de 540 metros de altura y por cuyas laderas, cuando hay viento, bajan fuertes williwaws que la hacen peligrosa.
Ofrece fondeadero para naves menores de 80 metros de eslora en 29 a 31 metros de profundidad sobre fondo de fango.

### Canal Somerset
Mapa del canal
Corre entre la isla Orlebar por el norte y la costa de la península Swett por el sur. Tiene 8 millas de largo. Es muy profundo, ancho y limpio. Comunica las aguas del canal Messier con las del canal Baker.

## Descripción del canal Martínez
Mapa del canal
Es uno de los dos canales principales en que se divide el seno Baker en su curso hacia el este, hacia  el interior del continente. Se abre 4 nmi al ESE del puerto Francisco en el sector NE del seno Baker. Es muy sinuoso. Tiene un largo de 42 nmi que terminan en el comienzo del estero Mitchell que tiene una extensión de otras 14 nmi.
En gran parte de su curso tiene menos de 1 nmi de ancho. Su parte más angosta es el paso Termópilas de no más de 1½ cable de ancho en el cual la corriente de marea tira unos 4 nudos. 
Frente al término oriental de la isla Merino Jarpa se ensancha hasta 6 nmi y toma dos cursos debido a varias islas que se encuentran en el sector y que la isla Teresa divide en dos ramas. La rama norte se extiende hacia el este por 5 nmi hasta la boca del río Baker y la rama sur por 9 nmi hasta la entrada occidental del estero Mitchell.

### Canal Joubert
Mapa del canal
Es el nombre que lleva el canal Baker en su inicio occidental. Corre entre la isla Porcia por su ribera oeste y la isla Vicente por su lado este. Tiene un largo de 5 nmi en dirección general sur y un ancho de 1½ nmi. Es profundo y no tiene peligros para la navegación.

### Canal Sierralta
Mapa del canal
Fluye entre las islas Vicente y Merino Jarpa. Tiene un largo de 8 nmi en dirección NE-SW y un ancho medio de ½ nmi. Une los canales Martínez y Baker. Es profundo y libre de peligros para el navegante.

### Isla Vicente
Mapa de la isla
Ubicada 1½ nmi al este de la isla Porcia. Tiene 8½ nmi de largo por 3½ de mayor ancho. Es alta; no hay fondeaderos ni peligros en su alrededor. 
Por su lado NW se encuentra el comienzo del canal Martínez, por el E el canal Sierralta la separa de la isla Merino Jarpa, por el S corre el canal Baker y por el W el canal Joubert la separa de la isla Porcia.

### Isla Merino Jarpa
Mapa de la isla
Localizada al SE de la isla Vicente separadas por el canal Sierralta. Orientada en dirección E-W, tiene 28 nmi de largo y un ancho que varía entre 1 y 10 nmi. Su costa es muy accidentada y llena de senos profundos.
Por el norte corre el canal Martínez que la separa del continente, por el este el canal Troya la separa de la isla Alberto Vargas, por el sur el canal Baker la separa del continente y por el oeste el canal Sierralta la separa de la isla Vicente.
El centro de la isla es bajo y se forman varias lagunas que desaguan en los canales Martínez y Baker. El extremo oriental es alto; en este sector se alzan cerros de 878 metros y 1093 metros. Hacia el lado sur hay cumbres de 733, 744 y 1.047 metros de altura.

### Isla Irene
Mapa de la isla
Ubicada frente a la costa noreste de la isla Merino Jarpa, divide el canal Martínez en dos ramas, la del norte mantiene el nombre de canal Martínez y la del sur se denomina estero González. Tiene forma triangular con un largo de 4¾ nmi.
En el sector occidental de la isla se abre el paso Termópilas de 1½ cables de ancho, profundo y sin peligros para la navegación, pero de cuidado por la fuerte corriente que tira hasta 4 nudos. El estero González se comunica con el canal Martínez mediante el paso Orompello que abre al SE de la isla Irene. Este paso es navegable solo por naves menores pues tiene un ancho máximo de 45 metros.

### Puerto Merino Jarpa
Mapa del puerto
Sus coordenadas según el Derrotero son: L:47°48’00” S. G:74°04’00” W. Situado en la ribera norte del canal Martínez, formado por dos ensenadas. Su boca tiene 5 cables de ancho y en ella el fondo es de 40 metros que disminuye hasta 18 y 15 metros en la primera ensenada y hasta 13 y 11 metros en la segunda. 
Es considerado el mejor fondeadero del seno Baker; el surgidero es abrigado y el tenedero bueno. Se puede fondear en cualquiera de las dos ensenadas que tienen 900 metros de largo por 800 metros de ancho la primera y la segunda 800 de largo por 450 de ancho. 
En el puerto hay agua y leña en abundancia. También hay pesca. Al oriente del lugar hay una cumbre de 701 metros de alto.

### Estero Steffen
Mapa del estero
Situado en la ribera norte del canal Martínez, entre las puntas Steffen y Lucía separadas 1¼ nmi. Tiene 11 nmi de largo; internándose en el continente inicialmente en dirección N y luego hacia el NE.
El río Huemules vacía en el estero a 8 nmi de su entrada formando un gran bajo que estrecha el ancho útil del canal. El río proviene de un ventisquero que está 4 nmi hacia el interior. En el lugar se ven algunos huemules.

### Isla Teresa
Mapa de la isla
Situada en el extremo este del canal Martínez donde este se ensancha y frente a las desembocaduras de los ríos Huemules y Baker. Tiene un largo de 5 nmi. La isla divide el canal Martínez en dos ramas, la norte que se extiende hacia el este por 5 nmi hasta la boca del río Baker y la rama sur que se prolonga por 9 nmi hasta la entrada occidental del estero Mitchell. Está rodeada por el norte por el islote Vigía, por el este y sur por las islas Morgan, Briceño y Carlos y por el oeste por las islas Gastón y Merino Jarpa.
El río Baker es el más caudaloso de la zona y desagua los lagos General Carrera y Cochrane. Es muy correntoso, especialmente en los meses de enero y febrero por los deshielos. Se puede remontar hasta 70 kilómetros de su desembocadura hasta un lugar llamado El Saltón. En las inmediaciones del río hay una numerosa población.

### Caleta Tortel
Mapa de la caleta
Sus coordenadas según el Derrotero son: L:47°51’00” S. G:73°35’00” W. Ubicada al este de la desembocadura del río Baker. Tiene una boca de ½ nmi y un saco de ½ nmi. Es profunda y no tiene peligro para la navegación. La caleta se abre al norte de la ensenada con una boca de 300 metros y un saco de 500 metros. Muy buen tenedero de fango. Protegida de los vientos de todos los cuadrantes menos del 4°. 
Tiene un muelle de madera de 10 metros da ancho por 5 de largo para que las barcazas puedan apoyar su rampla. Existen tres rejeras para que los buques puedan acoderarse a tierra. Existe un puesto de vigía y señales de la Armada de Chile y una posta de primeros auxilios. 
Hay abundante agua. Los pobladores del río Baker explotan ganado vacuno, lanar y maderas, especialmente el ciprés de las Guaitecas.

### Isla Barrios
Mapa de la isla
Su extremo norte está ubicado a 4 cables de la isla Morgan y en el acceso a la ensenada Tortel. Mide 4¼ nmi de largo en dirección NW-SE y 1½ nmi de ancho.  Por su lado norte corre el brazo norte del canal Martínez que la separa del continente, por el este el canal Montalva la separa del continente, por el sur y el oeste el brazo sur del canal Martínez la separa de la península Videau y de las islas Morgan y Briceño.

### Canal Montalva
Mapa del canal
Corre entre la costa NE y E de la isla Barrios y el continente. Tiene 5 nmi de largo. Es de fondo moderado en el que puede fondear cualquier nave. Su acceso norte es más estrecho pero la navegación no ofrece dificultades.

### Puerto Valenzuela
Mapa del puerto
Abre en la costa continental entre las puntas San Pedro y Quillota, donde termina el canal Martínez y comienza el estero Mitchell. La boca del puerto mide 8 cables de ancho y su saco 9 cables. Las profundidades en la boca varían entre 31 y 43 metros las que disminuyen hacia el interior llegando a los 10 metros. El fondeadero está en la entrada del puerto a 2 cables de la costa sur con fondo de fango, en general es bueno excepto cuando soplan vientos del W y NW en que es preferible buscar otro tenedero en el canal Montalva.
Los cerros de la parte sur son altos y acantilados; los de la parte norte son más bajos con un cerro cónico de 120 metros de alto ubicado al oriente de la punta San Pedro. Hacia el interior del continente se alza un cordón de cerros muy altos. En el fondo del puerto hay dos lagunas, una vacía en el puerto y la otra en el estero Mitchell.

### Estero Mitchell
Mapa del estero
Ubicado en la costa continental abre entre las puntas Quillota y Linderos. Su boca mide 7 cables de ancho y tiene un largo total de 14 nmi. Inicialmente se dirige hacia el SSW por 1½ nmi y luego hacia el SE y E. 
En su extremo oriental desemboca el río Bravo que tiene su origen el monte Cochrane. En las riberas del río hay una pequeña población. En la desembocadura se encuentra el surgidero Freddie cuyo tenedero es de excelente calidad.  
Tiene varias caletas pequeñas en las que pueden fondear sólo buques de reducido tonelaje. Estas son las caletas San Miguel, Laguera, Yungay, Adriana y Urrutia.

## Descripción del canal Baker
Mapa del canal
Comienza en la enfiliación de la punta Jilguero de la isla Vicente y la punta Zulema de la isla Porcia llegando hasta la desembocadura del río Pascua. Su largo es de aproximadamente 65 nmi. El ancho varía entre 1½ y 8 nmi. El tramo inicial se llama canal Joubert. 
Es profundo y limpio en casi todo su recorrido. Hay varias islas que dan origen a otros canales menores. Se encuentran varios puertos y fondeaderos.

### Estero Nef
Mapa del estero
Ubicado en la ribera sur del canal Baker. Tiene un largo de 11 nmi en dirección al SSE, su ancho es de 1 nmi. Casi al finalizar su recorrido se divide en dos brazos: Codo y Términus. Es profundo y limpio.
En el estero se encuentra la Ensenada Swett y los puertos Tres Meses y Queltehue.

### Puerto Tres Meses
Mapa del puerto
Abre en la costa oeste del estero Neff, casi al llegar donde este se bifurca en dos brazos. La profundidades en el fondo de su saco son de 34 a 36 metros. El fondeadero recomendado está al centro del puerto en 35 metros de profundidad con fondo de fango y piedras. Está abrigado de todos los vientos. Junto con puerto Cueri Cueri son considerados los mejores puertos del canal Baker.

### Puerto Cueri Cueri
Mapa del puerto
Ubicado en la costa sur del canal Baker, 2 nmi al este de la entrada al estero Neff. Es un estero de 1¾ nmi de largo que corre en dirección S y al SE. Su boca tiene 400 metros de ancho entre dos altas montañas. El fondeadero se encuentra al fondo del saco, es abrigado a todos los vientos y junto con puerto Tres Meses es considerado el mejor fondeadero del canal Baker.

### Isla Alberto Vargas
Mapa de la isla
Situada 1 nmi al ESE de la costa oriental de la isla Merino Jarpa. Mide 7½ nmi de largo en dirección NNW por 5 nmi de mayor ancho a 90°. Por el norte corre el brazo sur del canal Martínez que la separa de las islas Carlos y Teresa; por el este el canal Plaza la separa del continente, por el sur el canal Baker la separa del continente y por el oeste el canal Troya la separa de la isla Merino Jarpa.
Es montañosa, tiene un cerro de 802 metros de alto en su parte NW y otro de 793 metros en el sector SE. En su costa oeste se encuentra el estero Morgan que casi la divide en dos. Separa el brazo sur del canal Martínez del canal Baker.

### Canal Troya
Mapa del canal
Corre en dirección general NNE-SSW entre la isla Merino Jarpa por su ribera oeste y la isla Alberto Vargas por su costa este. Tiene un largo de 4 nmi y un ancho medio de 1½ nmi. Es profundo y limpio. La corriente  vaciante tira hacia el sur con una fuerza de 3 nudos y durante ese lapso el agua del canal es casi dulce porque por el pasa la mayor parte de las aguas del río Baker.

### Canal Plaza
Mapa del canal
Es sinuoso y estrecho, en su sector medio tiene una angostura de 550 metros. Corre entre la costa oriental de la isla Alberto Vargas y el continente. Tiene un largo de 7 nmi. En su ribera oeste se encuentra el puerto Contreras.

### Puerto Contreras
Mapa del puerto
Abre en la mitad de la ribera oeste del canal Plaza en un estero que se adentra 1½ nmi en la isla Alberto Vargas. El puerto está frente a una cascada muy notable que cae en la península Videau del continente. El fondeadero recomendado tiene 18 a 20 metros de profundidad. Es abrigado a todos los vientos.

### Isla Francisco
Mapa de la isla
Se encuentra ubicada 3 nmi al SE de la costa sur de la isla Alberto Vargas. Mide 6 nmi de largo en dirección NW-SE y 1½ nmi de mayor ancho a 90°. Divide este sector del canal Baker en dos partes; el canal norte es el recomendable para la navegación. 9 nmi al SE de su extremo sur se encuentra la entrada al estero Steel.

### Ventisquero Jorge Montt
Mapa del ventisquero
Se encuentra al oriente del estero Ventisquero. Es de gran porte. Se extiende desde el mar en dirección SE y S hasta donde alcanza la vista. La pared hacia el canal Baker tiene 1½ nmi de largo, de ella caen grandes trozos de hielo. Se ha retirado hacia el interior pudiéndose ver la tierra firme.

### Caleta Buzeta
Mapa de la caleta
Se encuentra en el interior del estero Steel. Es completamente abrigada y su tenedero es el mejor de este sector. Tiene 900 metros de boca por 700 de saco. Protegido del viento norte por un cerro de 1200 metros de alto. Su lecho es de fango y su profundidad pareja entre 8 y 12 metros. Tiene dos fondeaderos recomendados.